# Wide Field Infrared Explorer
Wide Field Infrared Explorer — инфракрасный космический телескоп НАСА, запущенный на околоземную орбиту 5 марта 1999 года с целью получения обзора всего неба в инфракрасном диапазоне. Запуск был осуществлён ракетой «Пегас-XL» на полярную орбиту между 409 км и 426 км над поверхностью Земли.
Основную часть телескопа занимает цистерна, заполненная жидким водородом — глубокое охлаждение защищает инструменты от «теплового шума». Но телескоп не смог работать в полную силу из-за потери хладагента в системе охлаждения телескопа.
Вошёл в атмосферу 10 мая 2011 года примерно в 07:00 GMT.